# La Déesse noire (album de Murena)
 (mai 2017).
Si vous disposez d'ouvrages ou d'articles de référence ou si vous connaissez des sites web de qualité traitant du thème abordé ici, merci de compléter l'article en donnant les références utiles à sa vérifiabilité et en les liant à la section « Notes et références ».
Pour les articles homonymes, voir La Déesse noire (homonymie).
La Déesse noire est le cinquième tome de la série de bande dessinée Murena, dont le scénario a été écrit par Jean Dufaux et les dessins réalisés par Philippe Delaby.

## Synopsis
Cet album ouvre le cycle de l'épouse : Poppée a supplanté Acté dans les faveurs de l'empereur Néron. Celui-ci participe à une course de chars, croyant la victoire acquise ; son espoir est déçu car une femme mystérieuse gagne contre lui. Elle s'évapore aussitôt, laissant un message rappelant les circonstances troubles du décès de Britannicus (voir l'album De sable et de sang). Les courtisans de Néron encouragent son basculement vers la folie, dans un contexte où règnent ambitions, passions et violence.

## Personnages
Par ordre d'apparition :
- Publius Paetus Thrasea, sénateur intègre.
- Acté, ancienne esclave vouée à la prostitution. Néron, amoureux, l'a affranchie et ils sont devenus amants. Poppée l'évince. Lucius Murena recueille Acté et s'en éprend à son tour.
- Lucius Murena, héros éponyme de la série. Patricien ami de Pétrone, les intrigues de cour le frappent de plein fouet.
- Pétrone, poète latin, ami de Lucius Murena. Ses vers plaisent à Néron.
- Massam, esclave à l'école de Bacchus Soroctos. Il est doté d'un tempérament féroce et impitoyable et conçoit une haine tenace contre Balba. Il devient champion pour Néron et entre aussi au service de Poppée.
- Poppée, femme d'une grande beauté et issue d'une famille puissante. Ambitieuse, elle devient l'amante de Néron.
- Fulvie, fille du sénateur Sixtius, qui organise chez elle des divertissements fréquentés par Murena, Pétrone et Poppée.
- Néron, fils de Gnaeus Domitius Ahenobarbus et d'Agrippine, adopté par l'empereur Claude. De naissance, il se nomme Lucius Domitius Ahenobarbus, mais il est devenu Tiberius Claudio Nero.
- Sénèque, précepteur et conseiller de Néron.
- Une femme masquée maîtrisant un char de course (il s'agit d'Evix). Elle l'emporte dans l'arène contre Néron. Furieux, il la recherche.
- Arsilia, anciennement esclave de Pétrone. Elle a été l'amante de Lucius Murena. Poppée l'ayant rachetée, elle sert les intrigues de sa maîtresse.
- Tigellin (Sofonius Tigellinus), qui aide Néron à retrouver la femme masquée l'ayant vaincu. Il participe alors aux intrigues du pouvoir.
- L'apôtre Pierre, venu à Rome diffuser le christianisme, et qui croisera plusieurs fois la route de Murena et Néron.
- Balba, gladiateur nubien, d'abord sauvé par Britannicus puis protégé par Lucius Murena, qui l'affranchit. Il fait preuve d'une loyauté profonde envers ses deux protecteurs, tout en critiquant les romains.

## Place de cet album
Cet épisode est le premier du Cycle de l'Épouse.

## Publication
- Dargaud, juin 2006,  (ISBN 2-87129-762-2)